# Antoon Pastorana
Antoon Pastorana was een Brussels ebbenhoutwerker en architect uit de 17e eeuw. Hij werd geboren in Sint-Truiden en zijn naam wijst op een Italiaanse afkomst, maar verder zijn over hem nauwelijks biografische gegevens voor handen. Zijn voornaam wordt ook wel vermeld als Antonio, Anthoen of Antoine en zijn familienaam als Pastoran of Pastian.
In de hoofdstad behoorde hij tot de gilde van de schrijnwerkers en was hij gespecialiseerd in het maken van ebbenhouten meubels. Hij bracht het tot schrijnwerker van t’hoff voor de landvoogd en modelleerde de chapelle ardente voor Karel II van Spanje, zowel in het Koudenbergpaleis als in de Sint-Goedelekerk. Van zijn meubelwerk is weinig bewaard. Ongetwijfeld was hij de "Pastorana van Brussel" die het barokke hoogaltaar van de Mechelse Onze-Lieve-Vrouw-over-de-Dijlekerk op syn Romeyns ontwierp (1690).
Tegen het einde van zijn leven kreeg zijn carrière nog een onverwachte wending. Door het Franse bombardement op Brussel (1695) kreeg hij de kans om het huis Den Sack van zijn ambacht op de Grote Markt herop te bouwen. Hij behield de eerste twee verdiepingen, die nog overeind stonden na de brand. Erbovenop bouwde hij een uitbundige geveltop met voluten, gebeeldhouwde vazen, fakkels, schelpen, kariatiden, engelenhoofden, bloemen- en fruitslingers, enz. Een wereldbol met kompas bekroonde het geheel. De sculpturen, die gelijken op versteend houtsnijwerk, werden uitgevoerd door Peter van Dievoet. De naam van Pastorana is vermeld in een cartouche op de gevel.
Nog op de Grote Markt ontwierp Pastorana de misschien wel meest fantastierijke gevel, deze van Den Horen (1697). Dit huis van de binnenschippers kreeg het uitzicht van het achterkasteel van een oorlogsschip uit het einde van de 17e eeuw. Hij gebruikte holronde bogen om het smalle gebouw breder te doen lijken.
Pastorana werd ook gevraagd om de westertoren van de Kapellekerk te voorzien van een passende bekroning (1699). De vroegere lantaarnspits was eveneens vernield in het bombardement. Hij liet zijn fantasie de vrije loop en ontwierp een klokvormige torenhelm, bekroond met een peer, sfeer en kruis. Het met leisteen beklede geheel doet denken aan een ebbenhouten buffet.

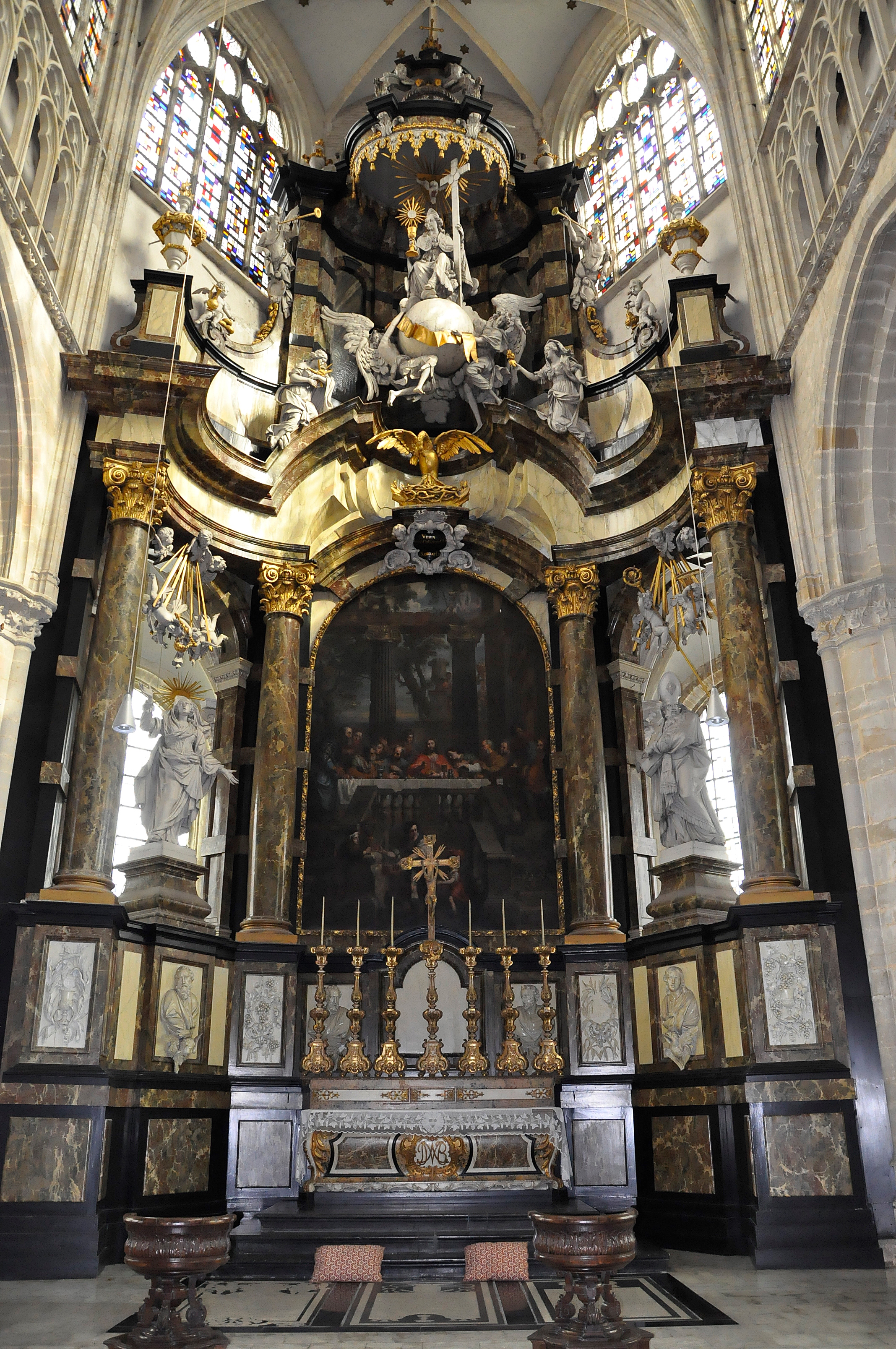
Hoogaltaar van O.L.V-over-de-Dijle
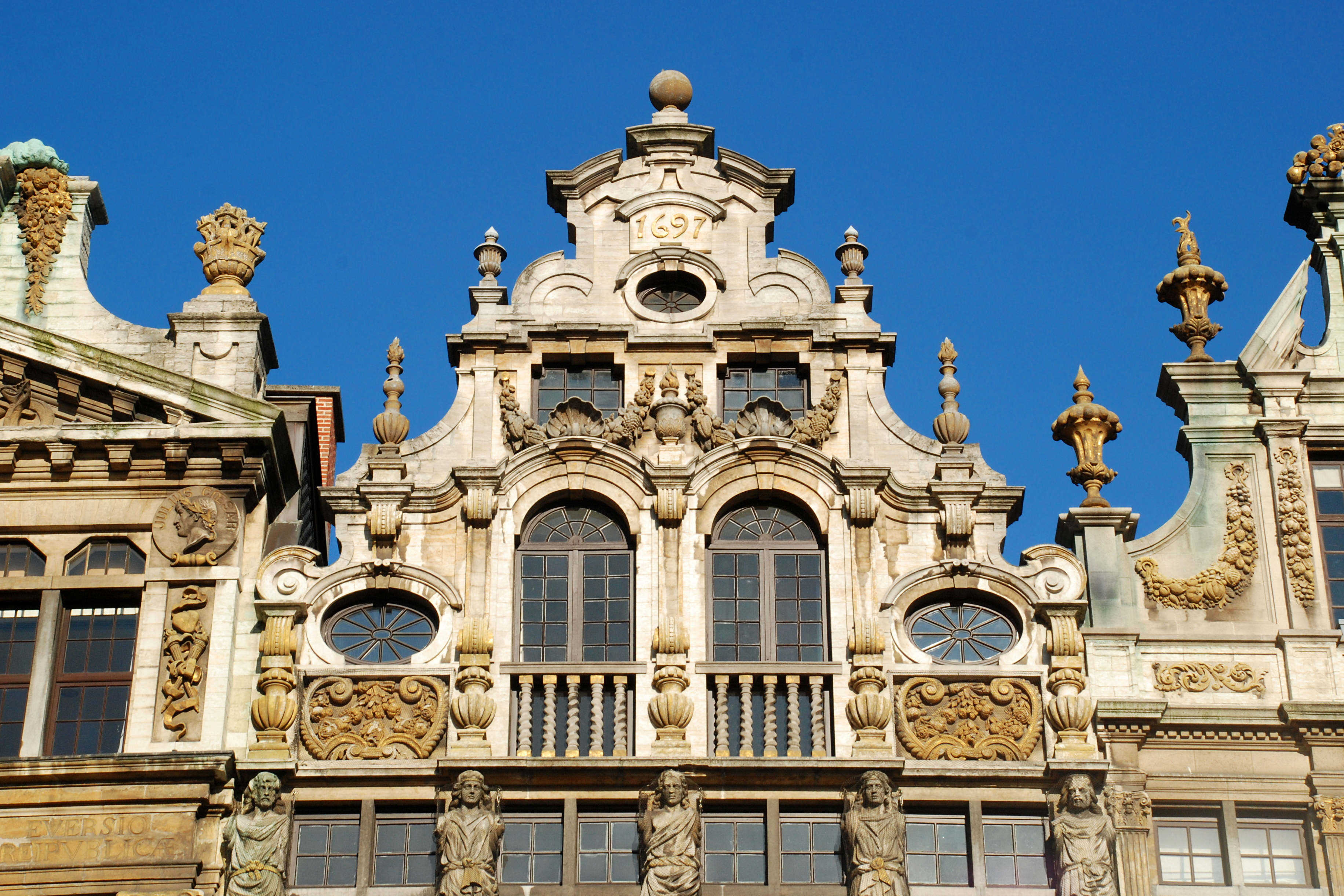
Geveltop van Den Sack
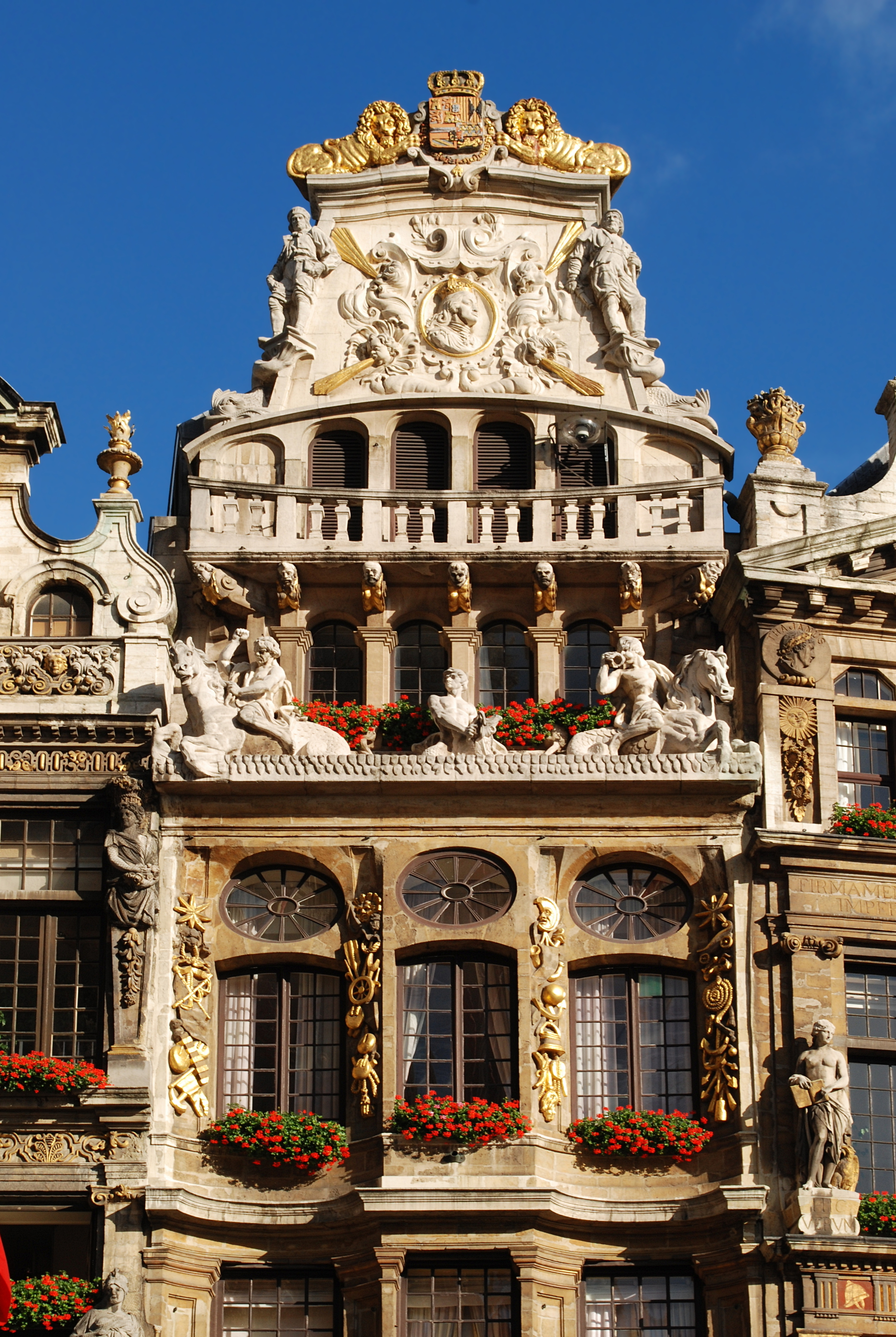
Den Horen
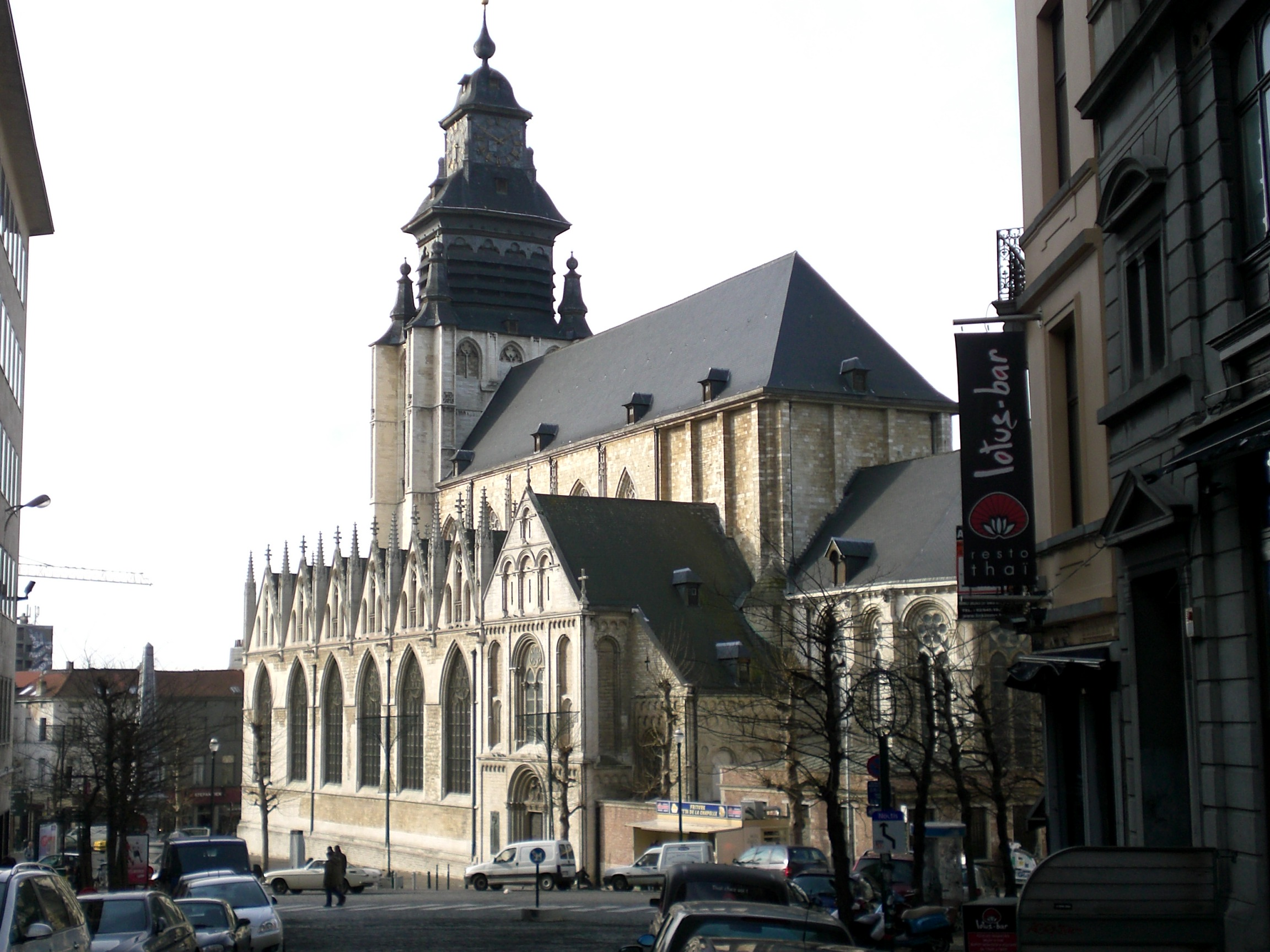
Torenspits van de Kapellekerk